# Candovia peridromes
Candovia peridromes är en insektsart som först beskrevs av John Obadiah Westwood 1859.  Candovia peridromes ingår i släktet Candovia och familjen Diapheromeridae. Inga underarter finns listade.